# Virginia Satir
Virginia Satir (26 de junio de 1916 - 10 de septiembre de 1988) fue una notable autora, trabajadora social y psicoterapeuta estadounidense, conocida especialmente por su enfoque de terapia familiar. Sus libros más famosos en su traducción al idioma español son Terapia familiar paso a paso, En contacto íntimo: Cómo relacionarse con uno mismo y Nuevas relaciones humanas en el núcleo familiar.
También es conocida por crear el "modelo de proceso de cambio de Virginia Satir", desarrollado a través de estudios clínicos. Varios expertos en organizaciones y gerencia de cambio de los decenios 1990 y 2000 trabajan con este modelo para definir cómo el cambio afecta las organizaciones.

## Los primeros años

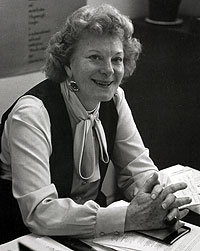
Virginia Satir

Virginia Satir nació en Neillsville de Wisconsin, la mayor de cuatro hijos de  Minnie Happe Pagenkopf y Oscar Alfred Reinnard Pagenkopf. Cuando tenía 5 años, enfermó de apendicitis, pero su madre, que era devota de la "ciencia cristiana", rehusó llevarla a un doctor. Para cuando el padre de Virginia se impuso en contra de los deseos maternos, su apéndice se rompió. Los doctores lograron salvarle la vida, pero Satir fue forzada a quedarse en el hospital varios meses.
Fue una niña curiosa que aprendió a leer por sí sola a los tres años y a los nueve había leído todos los libros de su pequeña escuela rural de una sola aula. Cuando alcanzó los cinco, Satir decidió convertirse en una "detective infantil para investigar padres". Ella luego explicó que «no sabía exactamente qué buscaría, pero me di cuenta de que en las familias sucedía mucho más de lo que era evidente».
En 1929, su madre insistió en que su familia se mudara de su granja a Milwaukee, para que Virginia pudiese cursar la secundaria. Los años en secundaria coincidieron con la gran depresión, y para ayudar a su familia tomó un empleo de medio tiempo y además asistió a tantos cursos como fuese posible para graduarse lo más pronto posible. En 1932, recibió su diploma de secundaria y en seguida se matriculó en el Colegio Universitario Estatal de Profesores de Milwaukee. Para costear su educación trabajó en unos grandes almacenes y de niñera.

## Carrera docente
Satir se graduó de segunda en su clase con una maestría en educación en 1936. Pasó los dos años siguientes en una escuela pública en Williams Bay, Wisconsin, primero como maestra y luego como directora. El siguiente año se convirtió en una educadora viajante, trabajando en Ann Arbor (en Míchigan), Shreveport (en Luisiana) y en Miami (Florida).

## Carrera como psicoterapeuta
En 1948 se recibió de Máster en trabajo social por la Universidad de Chicago. Luego, Satir empezó una práctica privada. Trabajó con su primera familia cliente en 1951, y para 1955 estaba trabajando con el Instituto Psiquiátrico de Illinois, motivando a otros terapeutas a enfocarse en familias en vez de pacientes individuales. Para el final del decenio, se mudó a California, donde cofundó el "Mental Research Institute" en Palo Alto de California. El instituto recibió una subvención del NIHM en 1962, permitiéndoles comenzar el primer programa formal de entrenamiento en terapia familiar jamás ofrecido.
Una de las ideas más novedosas de Satir fue que "el problema presentado pocas veces es el problema real, en tanto que la forma que tiene la gente de encarar el problema presentado la que crea el problema real". Satir también ofreció propuestas acerca de los problemas particulares generados por baja autoestima en las relaciones.
Satir publicó su primer libro en 1964. Su reputación creció con cada libro subsecuente y viajó por el mundo entero describiendo sus métodos. También se convirtió en "diplomat" del Academy of Certified Social Workers y recibió el premio por servicio distinguido del American Association for Marriage and Family Therapy. También ha sido reconocida con varios doctorados honorarios, incluyendo un doctorado de 1978 en ciencias sociales de la Universidad de Wisconsin-Madison, y en 1986 un doctorado del Professional School of Psychological Studies.
Todo su trabajo fue hecho bajo el concepto del "volverse más plenamente humano". A partir de la posibilidad de una tríada nutricia de padre, madre e hija/hijo, concibió un proceso de validación humana. Continuamente plantó semillas de esperanza para la paz mundial en tanto continuación de su trabajo para comprender y ayudar grupos humanos a partir del nivel de familia, y la humanidad entera en tanto familia.
Murió el 10 de septiembre de 1988 de cáncer de páncreas a los 72 años.

## Obra
- Conjoint Family Therapy, 1964 ISBN 0-8314-0063-3, Epi, 1971

- Peoplemaking, 1972, ilustró Yves Barry, Delarge, 1980

- Self Esteem, 1975, Berkely, CA: Celestial Arts ISBN 1-58761-094-9

- Making Contact, 1976,  Berkely, CA: Celestial Arts ISBN 0-89087-119-1

- con Richard Bandler, John Grinder. Changing with Families : a book about further education for being human, 1976, Palo Alto, CA: Science & Behavior Books ISBN 0-8314-0051-X

- Your Many Faces, 1978, Berkely, CA: Celestial Arts ISBN 0-89087-120-5.

- con James Stachowiak & Harvey A Taschman, Helping Families Change, 1982, New York, NY: Jason Aronson ISBN 1-56821-227-5.

- con Michele Baldwin, Step by Step : A Guide to Creating Change in Families, 1984, Palo Alto, CA: Science and Behavior Books ISBN 0-8314-0068-4.

- New Peoplemaking. Palo Alto, CA: Science and Behavior Books, 1988 ISBN 0-8314-0070-6.

- con John Banmen, Jane Gerber & Maria Gomori, Satir Model : Family Therapy and Beyond, 1991, Palo Alto, CA: Science and Behavior Books ISBN 0-8314-0078-1.